# 松澤くれは
松澤 くれは（まつざわ くれは、1986年6月28日 - ）は、日本の男性演出家、脚本家、小説家。富山県出身。劇団＜火遊び＞代表。妻は女優の齋藤明里。

## 経歴
富山県立富山高等学校、早稲田大学第一文学部演劇映像専修卒業。小説を原作とする作品の舞台化を手がける一方、多数のオリジナル作品の脚本・演出を行っている。
2012年、芥川賞作家・中村文則のベストセラー『掏摸［スリ］』（第4回大江健三郎賞受賞作）を初めて舞台化した。
2013年、俳優座劇場にて真梨幸子の50万部超えベストセラー小説『殺人鬼フジコの衝動』（主演：新垣里沙）を舞台化した。2015年に再演。
2014年、古野まほろのデビュー作『天帝のはしたなき果実』を舞台化。主演もはたした。
2017年、白河三兎の『私を知らないで』を舞台化(主演：楠世蓮)
2018年、自身が脚本・演出をつとめた『りさ子のガチ恋♡俳優沼』で小説家デビューを果たす。
2021年、日テレ系 新日曜ドラマ『ネメシス』のスピンオフ小説や、ポケモンKids TV オリジナルアニメ『ユメノツボミ』の脚本を担当するなど、様々なジャンルに活動の場を広げている。
2023年4月より、テレビ東京系アニメ『ポケットモンスター』のシナリオコーディネーター・各話脚本を務める。

## 主な演出・脚本作品
- 掏摸［スリ］
- 殺人鬼フジコの衝動
- 天帝のはしたなき果実
- わたしの、領分[7]
- 私を知らないで
- トルツメの蜃気楼
- アルペンループ[8]
- りさ子のガチ恋♡俳優沼[9]
- あなたも知らない舞台裏[10][11]
- 共骨[12]

## 小説作品
- りさ子のガチ恋♡俳優沼 ISBN 978-4087457308
- 鷗外パイセン非リア文豪記 ISBN 978-4087440171
- 星と脚光 新人俳優のマネジメントレポート ISBN 978-4065207901
- ネメシスⅥ（青崎有吾との共著）ISBN 978-4065238202
- 明日のフリル ISBN 978-4334914479
- 想いが幕を下ろすまで 胡桃沢狐珀の浄演 ISBN 978-4087445190
- 暗転するから煌めいて 胡桃沢狐珀の浄演
- 転売ヤー殺人事件

## アニメ
- ポケモンKids TV オリジナルアニメ『ユメノツボミ』(脚本)
- ポケットモンスター（シナリオコーディネーター・脚本）

## エッセイ
- 『春を迎えに、上を向いて。』
- 『わたしのための、遊び心。』